# Redvägs kontrakt
Redvägs kontrakt var ett kontrakt i Skara stift inom Svenska kyrkan. Kontraktet upplöstes 1 januari 2017 då församlingarna Norra Hestra och Norra Mo överfördes till det då bildade Falköpings och Hökensås kontrakt och övriga till det då bildade Redvägs och Ås kontrakt.
Kontraktskoden var 0312.

## Administrativ historik
Kontraktet omfattade efter 1884 och före 1962
- Bottnaryds församling som 2002 uppgick i Norra Mo församling
- Mulseryds församling som 2002 uppgick i Norra Mo församling
- Angerdshestra församling som 2002 uppgick i Norra Mo församling
- Ulricehamns församling
- Brunns församling som 1938 uppgick i Ulricehamns församling
- Vists församling som 1938 uppgick i Ulricehamns församling
- Timmele församling
- Hössna församling
- Gullereds församling som 2006 uppgick i Hössna församling
- Strängsereds församling som 2006 uppgick i Hössna församling
- Norra Hestra församling
- Stengårdshults församling som 2010 uppgick i Norra Hestra församling
- Norra Unnaryds församling som 2006 uppgick i Norra Mo församling
- Öreryds församling som 2010 uppgick i Norra Hestra församling
- Valdshults församling som 2010 uppgick i Norra Hestra församling
- Blidsbergs församling som 2006 uppgick i Redvägs församling
- Dalums församling som 2006 uppgick i Redvägs församling
- Humla församling som 2006 uppgick i Redvägs församling
- Kölaby församling som 2006 uppgick i Redvägs församling
- Böne församling som 2006 uppgick i Redvägs församling
- Kölingareds församling som 2006 uppgick i Redvägs församling
- Knätte församling som 2006 uppgick i Redvägs församling
- Liareds församling som 2006 uppgick i Redvägs församling
- Fivlereds församling som 1995 överfördes till Falköpings kontrakt
- Solberga församling  som 1995 överfördes till Falköpings kontrakt
- Smula församling som 1992 uppgick i Åsarp-Smula församling som 1995 överfördes till Falköpings kontrakt
- Norra Åsarps församling som 1992 uppgick i Åsarp-Smula församling som 1995 överfördes till Falköpings kontrakt
- Sandhems församling som 1962 överfördes till Vartofta kontrakt
- Utvängstorps församling som 1962 överfördes till Vartofta kontrakt
- Nykyrka församling som 1962 överfördes till Vartofta kontrakt
- Bjurbäcks församling som 1962 överfördes till Vartofta kontrakt
- Habo församling som 1962 överfördes till Vartofta kontrakt
- Gustav Adolfs församling som 1962 överfördes till Vartofta kontrakt
- Härja församling som 1962 överfördes till Kåkinds kontrakt

1995 tillfördes från då upplösta Herrljunga kontrakt
- Kärråkra församling som 2006 uppgick i Hällstads församling
- Södra Vings församling
- Härna församling som 2006 uppgick i Södra Vings församling
- Fänneslunda församling som 2006 uppgick i Södra Vings församling
- Varnums församling som 2006 uppgick i Södra Vings församling
- Hällstads församling
- Murums församling som 2006 uppgick i Hällstads församling
- Möne församling som 2006 uppgick i Hällstads församling

2010 tillfördes från Kinds kontrakt i Göteborgs stift
- Åsundens församling